# 娜拉 (貓)
娜拉（英語：Nala），又被稱為「表情貓」，是現居美國的一隻家貓，在網際網路上出名，擁有上百萬的粉絲，甚至被認為是網際網路上最知名的貓科動物。
2017年，娜拉更獲得金氏世界紀錄認證為「Instagram最有名的貓咪」。

## 生平
娜拉是一隻暹羅和虎斑混血貓。在牠四個月大時，由於其所在的家庭已有太多貓，負荷不起，便把牠送進收容所，當時候的娜拉還患有呼吸道方面的疾病。後來，娜拉幸運地被來自洛杉磯的波奇（原名為Varisiri Mathachittiphan）收養，在對方照顧下讓牠逐漸恢復健康。
波奇還幫娜拉建立了Instagram帳號，原本只是想跟親友分享牠的成長經歷，未料卻意外使牠在網路上走紅；就連波奇也沒料到會如此，她說自己並不清楚娜拉的爆紅是因為牠的可愛還是過去的經歷。不過波奇希望能藉由娜拉的知名度來向大眾宣揚寵物絕育的重要性。
2014年，娜拉與不爽貓、盲貓奧斯卡等其他四隻美國名貓共同「合拍影片」，以為流浪貓募集飼料。

## 相關著作
插畫家SUNRISE-J以娜拉作為其模特兒，出版了《Nala Cat的彩繪世界：貓界表情帝的喵星哲學》的素描畫本。

## 外部連結
- 官方网站（英文）
- 娜拉 （页面存档备份，存于）的Instagram帳號（英文）
- 娜拉 （页面存档备份，存于）的Twitter帳號（英文）